# Герб Рібейри-Брави
Ге́рб Рібе́йри-Бра́ви — офіційний символ містечка Рібейра-Брава, Португалія. Використовується як територіальний герб. У зеленому щиті срібна вежа з чорними вікнами і зачиненою срібною брамою. У главі щита чотири п'ятипроменеві зірки в ряд. Низ щита перетятий срібною хвилястою смугою, на якій сині хвилі. Щит увінчує срібна мурована містечкова корона з чотирма вежами.  Під щитом біла стрічка, на якій великими літерами напис португальською: «Ribeira Brava» (Рібейра-Брава).  Офіційно затверджений 9 червня 1961 року.  

## Галерея

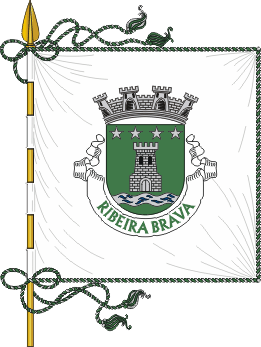
Прапор